# موکس پیکس
موکس پیکس (به انگلیسی: Mox Peaks) یک کوه در ایالات متحده آمریکا است که در واشینگتن واقع شده‌است. موکس پیکس ۲٬۵۹۲٫۰۵ متر بالاتر از سطح دریا واقع شده‌است.